# Liste der österreichischen Literaturpreise
Zu den in Österreich vergebenen Literaturpreisen gehören:
- Adalbert-Stifter-Medaille – seit 1970
- Adalbert-Stifter-Preis – seit 1926
- Alexander-Sacher-Masoch-Preis – seit 1994
- Alfred-Gesswein-Literaturpreis – seit 1993
- Alma-Johanna-Koenig-Preis – seit 1957
- Alois-Vogel-Literaturpreis – seit 2012
- Anton-Wildgans-Preis – seit 1962
- Arthur-Schnitzler-Preis – seit 2002
- Bauernfeld-Preis – seit 1899
- Bruno-Kreisky-Preis für das politische Buch – seit 1993
- Buchliebling, Publikumspreis – seit 2006
- Buch.Preis – seit 1999
- Buchpreis der Wiener Wirtschaft – seit 2004
- Christine Lavant Preis – seit 2016
- DIXI Kinderliteraturpreis – seit 2001
- Donauland Sachbuchpreis Danubius von 1975 bis 2016
- Ehrenpreis des österreichischen Buchhandels für Toleranz in Denken und Handeln – seit 1990
- Erich-Fried-Preis – seit 1990
- Ernst-Jandl-Preis – seit 2001
- Erostepost-Literaturpreis – seit 1989
- Floriana – Literaturpreis – Biennale für Literatur- seit 1993
- Federhasenpreis – seit 1996
- Feldkircher Lyrikpreis – seit 2003
- Franz-Kafka-Preis – (1979–2001)
- Franz-Nabl-Preis – seit 1975
- Franz-Theodor-Csokor-Preis – seit 1969
- Frau Ava Literaturpreis – seit 2003
- Georg-Trakl-Preis für Lyrik – seit 1952
- Gertrud Fussenegger Preis seit 2023[1]
- Grillparzer-Preis – seit 1875
- Großer Österreichischer Staatspreis für Literatur – seit 1936
- Das goldene Buch (Buchhandelspreis) – seit 1994
- Günter-Eich-Preis für Lyrik – seit 1984
- Harder Literaturpreis – seit 1983
- H. C. Artmann-Preis – seit 2004
- Heimrad-Bäcker-Preis – seit 2003
- Herder-Preis – seit 1964 (bis 2006)
- Hohenemser Literaturpreis – seit 2009
- Humbert-Fink-Literaturpreis – seit 2014
- Ingeborg-Bachmann-Preis – seit 1977
- Johann-Beer-Literaturpreis – seit 2009
- Julius-Reich-Preis – seit 1928 (bis 1936)
- Jury der jungen Leser – seit 1997
- Kinderbuchpreis der Stadt Wien – seit 1954
- Kinder- und Jugendbuchpreis des Landes Steiermark – seit 1998
- Lektorix – seit 2005
- Leo-Perutz-Preis – seit 2010
- Leopold-Wandl-Preis der Stadt Grein – seit 1989
- Lesetopia Literaturpreis
- LESERstimmen – Der Preis der jungen LeserInnen – seit 2002
- Literaturpreis Alpha – seit 2010
- Literaturpreis des Landes Steiermark – seit 1972
- Literaturpreis der Stadt Wien oder Preis der Stadt Wien für Literatur – seit 1947
- LITERAturpreise: sieben Stück; LITERA Linz
- Lyrik/Prosa/Märchenpreis AKUT der Gemeinde Alberndorf in der Riedmark – seit 2007
- Manès-Sperber-Preis – seit 1985
- manuskripte-Preis des Landes Steiermark – seit 1981
- Marianne-von-Willemer-Preis – seit 2000
- Mondseer Lyrikpreis – seit 1998
- Österreichischer Buchpreis – seit 2016
- Österreichischer Krimipreis – seit 2017
- Österreichischer Kunstpreis für Literatur – seit 1972
- Österreichischer Staatspreis für europäische Literatur – 1965
- Österreichischer Staatspreis für Kinder- und Jugendliteratur – seit 1955
- Österreichischer Staatspreis für Kinderlyrik – seit 1993
- Österreichischer Staatspreis für Kulturpublizistik – seit 1979
- Österreichischer Würdigungspreis für Literatur – seit 1972
- Österreichischer Staatspreis für Literaturkritik – seit 1987
- Preis der Stadt Wien für Literatur oder Literaturpreis der Stadt Wien – seit 1947
- Rauriser Literaturpreis – seit 1972
- Reinhard-Priessnitz-Preis – seit 1994
- René-Marcic-Preis – seit 1979
- Theodor-Kramer-Preis für Schreiben im Widerstand und im Exil – seit 2001
- Toblacher Prosapreis – seit 2001
- Veza-Canetti-Preis der Stadt Wien – seit 2014
- Vorarlberger Literaturpreis – seit 1991
- Wartholz-Literaturpreis – seit 2008
- Wiener Werkstattpreis – seit 1992
- Wortlaut – jährlicher Kurzgeschichten-Wettbewerb von FM4, seit 2002